# Andrej Vladimirovitsj van Rusland

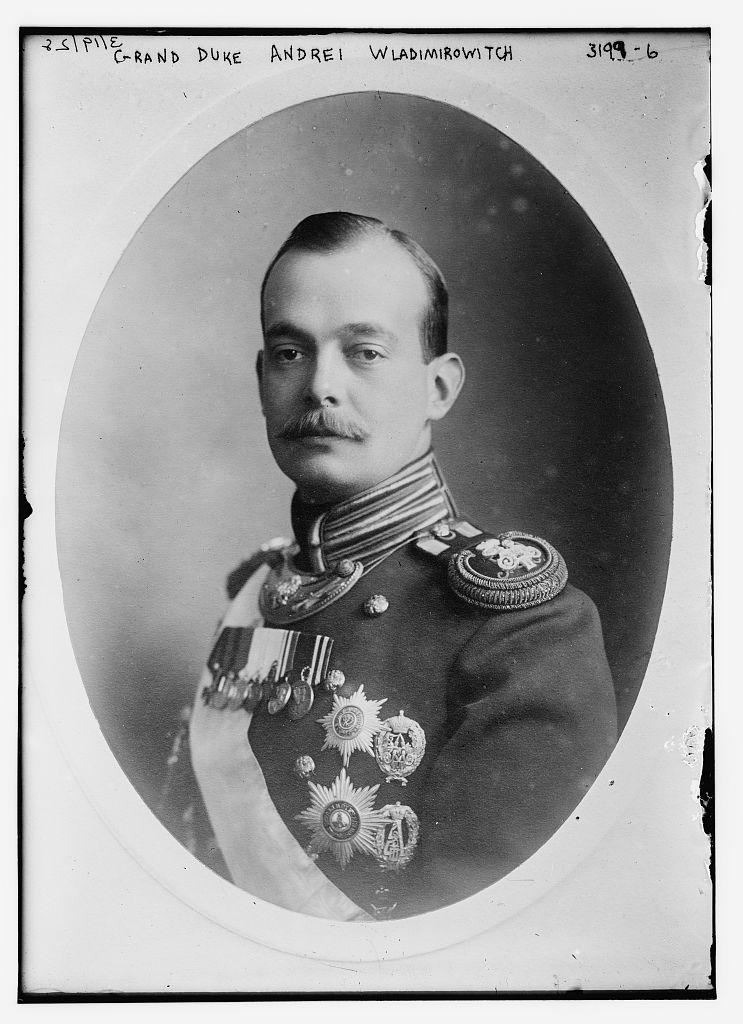
Andrej Vladimirovitsj

Andrej Vladimirovitsj Romanov (Russisch: Андрей Владимирович Рома́нов) (Tsarskoje Selo, Rusland, 14 mei 1879 – Parijs, Frankrijk, 30 oktober 1956) was de zoon van Marie van Mecklenburg-Schwerin en Vladimir Aleksandrovitsj van Rusland, het vijfde kind van tsaar Alexander II. Hij was generaal-majoor in het Russische leger.
Hij trouwde op 30 januari 1921 te Cannes, Frankrijk, met Mathilde Feliksovna Ksjesinskaja (1872 – 1971). Zij was de voormalige maîtresse van tsaar Nicolaas II, toen hij nog kroonprins was. Bij haar huwelijk kreeg ze de titel “Hare Doorluchtige Hoogheid Prinses Maria Felixovna Romanovskja-Krassinskja”. Het paar had een zoon: Vladimir Andrejevitsj (1902 – 1974), prins Romanovski-Krassinski.